# Stockholm Open 2011
Lo Stockholm Open 2011 è stato un torneo di tennis che si gioca su campi in cemento al coperto. È stata la 43ª edizione dell'evento conosciuto col nome di Stockholm Open che appartiene alla serie ATP World Tour 250 series nell'ambito dell'ATP World Tour 2011. Gli incontri si sono tenuti al Kungliga tennishallen di Stoccolma, in Svezia, dal 17 al 23 ottobre 2011.

## Partecipanti

### Teste di serie
| Nazionalità | Giocatore             | Ranking* | Testa di serie |
| ----------- | --------------------- | -------- | -------------- |
| Francia     | Gaël Monfils          | 10       | 1              |
| Argentina   | Juan Martín del Potro | 14       | 2              |
| Svizzera    | Stan Wawrinka         | 19       | 3              |
| Argentina   | Juan Ignacio Chela    | 29       | 4              |
| Sudafrica   | Kevin Anderson        | 30       | 5              |
| Canada      | Milos Raonic          | 31       | 6              |
| Croazia     | Ivan Dodig            | 32       | 7              |
| Spagna      | Tommy Robredo         | 46       | 8              |

* Le teste di serie sono basate sul ranking al 10 ottobre 2011.

### Altri partecipanti
I seguenti giocatori hanno ricevuto una wild card per il tabellone principale: 
- Tommy Haas
- Michael Ryderstedt
- Bernard Tomić

I seguenti giocatori sono passati dalle qualificazioni:

- Marius Copil
- Tobias Kamke
- Sebastian Rieschick
- Jürgen Zopp

## Punti e montepremi
Il montepremi complessivo è di 531.000 €.
| Torneo    | Torneo              | V      | F      | SF     | QF     | 2T    | 1T    | Q  | Q3  | Q2  | Q1 |
| Singolare | Punti               | 250    | 150    | 90     | 45     | 20    | 0     | 12 | 6   | 0   | 0  |
| Singolare | Premi in denaro (€) | 96.800 | 50.900 | 27.600 | 15.730 | 9.265 | 5.500 | –  | 885 | 425 | 0  |
| Doppio    | Punti               | 250    | 150    | 90     | 45     | 0     | –     | –  | –   | –   | –  |
| Doppio    | Premi in denaro (€) | 29.400 | 15.450 | 8.370  | 4.790  | 2.800 | –     | –  | –   | –   | –  |

## Campioni

### Singolare
Gaël Monfils ha sconfitto in finale  Jarkko Nieminen per 7–5, 3–6, 6–2.
- È il quarto titolo in carriera per Monfils.

### Doppio
Rohan Bopanna /  Aisam-ul-Haq Qureshi hanno sconfitto in finale  Marcelo Melo /  Bruno Soares per 6–1, 6–3.